# María Teresa Miras Portugal
María Teresa Miras Portugal, née le 19 février 1948 à O Carballiño et morte à Madrid le 27 mai 2021, est une scientifique espagnole, professeure en biochimie et biologie moléculaire à l'université Complutense de Madrid (UCM), et la présidente de l'Académie royale nationale de pharmacie,,.

## Biographie
María Teresa naît à Carballiño, dans la province d'Ourense, le 19 février 1948. Elle fait des études de pharmacie à Saint-Jacques-de-Compostelle, puis les termine à l'université Complutense de Madrid avec le prix extraordinaire et le prix national de la licence en pharmacie de 1971. Depuis 1975, elle est “Docteure sciences” pour l'université de Strasbourg. Elle obtient son doctorat en pharmacie à l'université Complutense de Madrid. Depuis 1982, elle est professeure de biochimie et de biologie moléculaire dans les universités d'Oviedo, Murcie et de Madrid.
Maria Teresa Miras Portugal est spécialisée dans l'étude des récepteurs de nucléotides et sa répercussion sur les maladies neurodégénératives, et ses recherches se dirigent principalement vers les neurosciences (fonctionnement synaptique, neurotransmission à l'aide de nucléotides, interaction de neurotransmetteurs, etc.).
Elle publie ses articles de recherche dans des revues spécialisées, et concilie son travail de professeure avec la recherche. En 2012, elle est nommée présidente du comité d'experts pour l'étude du besoin de réformes dans l'université espagnole.
En 2011, la Communauté de Madrid lui remet le prix de recherche Miguel Catalan, pour tout son parcours professionnel.